# Profvoetballer van het Jaar 2005
Het Belgische gala van de Profvoetballer van het Jaar 2005 werd georganiseerd op 16 mei 2005 in het casino in Knokke. Vincent Kompany won de trofee voor de eerste keer in zijn carrière.

## Winnaars
De technisch verfijnde en stijlrijke verdediger Vincent Kompany werd reeds in 2004 door velen beschouwd als topfavoriet voor de trofee. Toen moest hij zijn ploeggenoot Aruna Dindane laten voorgaan, in 2005 was hij zelf aan de beurt. De 19-jarige speler van RSC Anderlecht werd de jongste laureaat ooit. Hij sleepte logischerwijs ook de prijs voor Jonge Profvoetballer van het Jaar in de wacht.
Silvio Proto, die een sterk seizoen speelde bij La Louvière, werd verkozen tot Keeper van het Jaar. De Noor Trond Sollied, die voor de tweede keer landskampioen werd met Club Brugge, werd door zijn collega's opnieuw uitgeroepen tot Trainer van het Jaar. Na Aad de Mos was hij de tweede buitenlander die de prijs meer dan één keer wist te winnen.
De Zweed Pär Zetterberg kwam voor de vijfde keer als overwinnaar uit de bus bij de uitreiking van de Fair-Playprijs. Paul Allaerts werd dan weer voor de eerste keer verkozen tot Scheidsrechter van het Jaar.

## Uitslag

### Profvoetballer van het Jaar
| Nr. | Land                                      | Winnaar               | Club           | Ptn. |
| --- | ----------------------------------------- | --------------------- | -------------- | ---- |
| 1.  | Vlag van België · Vlag van Congo-Kinshasa | Vincent Kompany       | RSC Anderlecht | 407  |
| 2.  | Vlag van Zweden                           | Christian Wilhelmsson | RSC Anderlecht | 230  |
| 3.  | Vlag van België                           | Timmy Simons          | Club Brugge    | 187  |

### Keeper van het Jaar
| Nr. | Land                              | Winnaar          | Club               | Ptn. |
| --- | --------------------------------- | ---------------- | ------------------ | ---- |
| 1.  | Vlag van België · Vlag van Italië | Silvio Proto     | La Louvière        | 526  |
| 2.  | Vlag van Kroatië                  | Vedran Runje     | Standard Luik      | 355  |
| 3.  | Vlag van Frankrijk                | Bertrand Laquait | Sporting Charleroi | 153  |

### Trainer van het Jaar
| Nr. | Land               | Winnaar          | Club               | Ptn. |
| --- | ------------------ | ---------------- | ------------------ | ---- |
| 1.  | Vlag van Noorwegen | Trond Sollied    | Club Brugge        | 448  |
| 2.  | Vlag van België    | Jacky Mathijssen | Sporting Charleroi | 418  |
| 3.  | Vlag van Frankrijk | Albert Cartier   | La Louvière        | 241  |

### Jonge Profvoetballer van het Jaar
| Nr. | Land                                      | Winnaar             | Club              | Ptn. |
| --- | ----------------------------------------- | ------------------- | ----------------- | ---- |
| 1.  | Vlag van België · Vlag van Congo-Kinshasa | Vincent Kompany     | RSC Anderlecht    | 514  |
| 2.  | Vlag van Marokko · Vlag van Nederland     | Mbark Boussoufa     | AA Gent           | 231  |
| 3.  | Vlag van België                           | Benjamin De Ceulaer | Sint-Truidense VV | 130  |

### Scheidsrechter van het Jaar
| Nr. | Land            | Winnaar            | Ptn. |
| --- | --------------- | ------------------ | ---- |
| 1.  | Vlag van België | Paul Allaerts      | 332  |
| 2.  | Vlag van België | Frank De Bleeckere | 323  |
| 3.  | Vlag van België | Johan Verbist      | 286  |

### Fair-Playprijs
| Nr. | Land                              | Winnaar        | Club           | Ptn. |
| --- | --------------------------------- | -------------- | -------------- | ---- |
| 1.  | Vlag van Zweden                   | Pär Zetterberg | RSC Anderlecht | 45   |
| 2.  | Vlag van België                   | Timmy Simons   | Club Brugge    | 42   |
| 3.  | Vlag van België · Vlag van Italië | Silvio Proto   | La Louvière    | 9    |